# سائوبر سی۱۲
سائوبر سی۱۲ (به انگلیسی: Sauber C12)یک اتومبیل مسابقه بود. تیم فرمول یک سائوبر با آن اولین حضور خود در مسابقات فرمول یک قهرمانی جهان را در سال ۱۹۹۳ انجام داد. طراحی این خودرو توسط لئو رس انجام شد. نیروی خودرو توسط یک موتور ۳٫۵ لیتری ده سیلندر با مارک سائوبر که توسط ایلمور با همکاری مرسدس-بنز ساخته شده بود تأمین می‌شد.